# Xian de Dianbai
Le xian de Dianbai (电白县 ; pinyin : Diànbái Xiàn) est un district administratif de la province du Guangdong en Chine. Il est placé sous la juridiction de la ville-préfecture de Maoming.

## Démographie
La population du district était de 1 541 268 habitants en 1999.